# Mungo (localité)
Mongo est une localité du Cameroun située dans le département du Fako et la Région du Sud-Ouest. Elle fait partie de la commune de Tiko.
Mungo se compose de la partie insulaire et de la partie continentale près du village Kongwé. 

## Géographie
Une route non bitumée qui part de Mudéka vers Mongo désenclave la localité. C'est une route avec une jonction sur la route Tiko-Douala.